# Okada Dai
Dai Okada (sinh ngày 4 tháng 1 năm 1985) là một cầu thủ bóng đá người Nhật Bản.

## Sự nghiệp câu lạc bộ
Dai Okada đã từng chơi cho Arte Takasaki và Fukushima United FC.